# 海賊船 (1960年の映画)
『海賊船』（Kidnapped）は1960年のアメリカ合衆国の映画。ウォルト・ディズニー・プロダクション製作。ロバート・ルイス・スティーヴンソンの小説『誘拐されて』を原作とし、1950年公開の『宝島』に続きディズニーでスティーヴンソンの小説を映画化した。出演はピーター・フィンチなど。ピーター・オトゥールは本作が映画デビュー作となった。

## キャスト
| 役名                           | 俳優                     | 日本語吹替 |
| ------------------------------ | ------------------------ | ---------- |
| アラン・ブレック・スチュワート | ピーター・フィンチ       | 青野武     |
| デビッド・バルフォー           | ジェームズ・マッカーサー | 宮本充     |
| ホシーズン船長                 | バーナード・リー         | 平野稔     |
| エベニーザー・バルフォー       | ジョン・ローリー         | 大木民夫   |
| シュアン氏                     | ニオール・マッギニス     |            |
| クルーニー・マクファーソン     | フィンレイ・カリー       | 村松康雄   |
| ランケイラー氏                 | マイルズ・メイルソン     | 石森達幸   |
| ロビン・マクレガー             | ピーター・オトゥール     |            |

## スタッフ
- 監督・脚本：ロバート・スティーヴンソン
- 製作：ウォルト・ディズニー
- 原作：ロバート・ルイス・スティーヴンソン
- 撮影：ポール・ビーソン
- 編集：ゴードン・ストーン
- 音楽：セドリック・ソープ・デイヴィ